# Исаксен, Густав Танг
Густав Танг Исаксен (дат. Gustav Tang Isaksen; род. 19 апреля 2001, Хьерк, Виборг) — датский футболист, нападающий итальянского клуба «Лацио» и сборной Дании.

## Клубная карьера
Исаксен — воспитанник клуба «Мидтьюлланн». 25 августа 2019 года в матче против «Сённерйюска» он дебютировал в датской Суперлиге. В 2020 году Исаксен помог выиграть чемпионат. 28 февраля 2021 года в поединке против «Брондбю» Густав забил свой первый гол за «Мидтьюлланн».
8 августа 2023 года «Лацио» официально объявил о переходе Исаксена. Сумма трансфера оценивалась примерно в 12 млн евро, учитывая различные бонусы. Дебютировал за клуб 20 августа 2023 года в матче 1-го тура Серии А против клуба «Лечче» (1:2), заменив на 54-й минуте Фелипе Андерсона. Первый гол за «бело-небесно-голубых» забил в матче 18-го тура Серии А в ворота клуба  «Фрозиноне» (3:1).

## Карьера в сборной
В 2018 году в составе юношеской сборной Дании Исаксен принял участие в юношеском чемпионате Европы в Англии. На турнире он сыграл в матче против команд Боснии и Герцеговины и Ирландии.
В 2021 году Дрейер в составе молодёжной сборной Дании принял участие в молодёжном чемпионате Европы в Венгрии и Словении. На турнире он сыграл в матчах против Франции, Исландии, Германии и России.
15 марта 2024 года был впервые вызван в основную сборную Дании, заменив получившего травму Андреса Ольсена. 26 марта дебютировал за команду в товарищеском матче против сборной Фарерских островов (2:0), заменив на 60-й минуте Андерса Дрейера.

## Достижения
«Мидтьюлланн»
- Победитель датской Суперлиги: 2019/20
- Обладатель Кубка Дании: 2021/22

Индивидуальные
Лучший бомбардир датской Суперлиги (18 мячей) — 2022/23

## Статистика

### Выступления за клубы
| Клуб        | Сезон   | Лига | Лига | Кубок | Кубок | Еврокубки | Еврокубки | Другие | Другие | Итого | Итого |
| Клуб        | Сезон   | Игры | Голы | Игры  | Голы  | Игры      | Голы      | Игры   | Голы   | Игры  | Голы  |
| ----------- | ------- | ---- | ---- | ----- | ----- | --------- | --------- | ------ | ------ | ----- | ----- |
| Мидтьюлланн | 2019/20 | 14   | 0    | —     | —     | —         | —         | —      | —      | 14    | 0     |
| Мидтьюлланн | 2020/21 | 22   | 1    | 5     | 2     | 3         | 0         | —      | —      | 30    | 3     |
| Мидтьюлланн | 2021/22 | 30   | 5    | 6     | 1     | 10        | 2         | —      | —      | 46    | 8     |
| Мидтьюлланн | 2022/23 | 32   | 18   | 1     | 0     | 12        | 3         | —      | —      | 45    | 21    |
| Мидтьюлланн | 2023/24 | 2    | 0    | —     | —     | 1         | 0         | —      | —      | 3     | 0     |
| Мидтьюлланн | Итого   | 100  | 24   | 12    | 3     | 26        | 5         | —      | —      | 138   | 32    |
| Лацио       | 2023/24 | 27   | 3    | 3     | 0     | 5         | 0         | 1      | 0      | 36    | 3     |
| Итого       | Итого   | 127  | 27   | 15    | 3     | 31        | 5         | 1      | 0      | 174   | 35    |

### Матчи Исаксена за сборную Дании
| Матчи Исаксена за сборную Дании | Матчи Исаксена за сборную Дании | Матчи Исаксена за сборную Дании | Матчи Исаксена за сборную Дании | Матчи Исаксена за сборную Дании | Матчи Исаксена за сборную Дании |
| ------------------------------- | ------------------------------- | ------------------------------- | ------------------------------- | ------------------------------- | ------------------------------- |
| №                               | Дата                            | Соперник                        | Счёт                            | Голы Исаксена                   | Соревнование                    |
| 1                               | 26 марта 2024                   | Фарерские острова               | 2:0                             | —                               | Товарищеский матч               |

Итого: 1 матч / 0 голов; 1 победа, 0 ничьих, 0 поражений.

### Комментарии
1. ↑  Суперлига Дании, Серия A
2. ↑  Кубок Дании, Кубок Италии
3. ↑  Лига Чемпионов
4. ↑  Лига Чемпионов, Лига Европы, Лига конференций
5. ↑  Лига Чемпионов, Лига Европы
6. ↑  Лига конференций
7. ↑  Лига Чемпионов
8. ↑  Суперкубок Италии